# Štitari, Nikšić
Štitari este un sat din comuna Nikšić, Muntenegru. Conform datelor de la recensământul din 2003, localitatea are 21 de locuitori (la recensământul din 1991 erau 19 locuitori).

## Demografie
În satul Štitari locuiesc 17 persoane adulte, iar vârsta medie a populației este de 43,4 de ani (34,9 la bărbați și 51,1 la femei). În localitate sunt 7 gospodării, iar numărul mediu de membri în gospodărie este de 3,00.
|  |

| Demografie | Demografie | Demografie |
| An         | Locuitori  | Locuitori  |
| ---------- | ---------- | ---------- |
|            |            |            |
|            |            |            |
|            |            |            |
|            |            |            |
| 1948       | 63         |            |
| 1953       | 69         |            |
| 1961       | 80         |            |
| 1971       | 69         |            |
| 1981       | 39         |            |
| 1991       | 19         | 19         |
| 2003       | 21         | 21         |

| \| Componența etnică conform recensământului din 2003[2] \| Componența etnică conform recensământului din 2003[2] \| Componența etnică conform recensământului din 2003[2] \| Componența etnică conform recensământului din 2003[2] \| Componența etnică conform recensământului din 2003[2] \| \| ----------------------------------------------------- \| ----------------------------------------------------- \| ----------------------------------------------------- \| ----------------------------------------------------- \| ----------------------------------------------------- \| \| \| \| \| \| \| \| Sârbi \| Sârbi \| \| 21 \| 100% \| \| necunoscută \| necunoscută \| \| 0 \| 0% \| |             |  |    |      |
| Componența etnică conform recensământului din 2003 |             |  |    |      |
| |             |  |    |      |
| Sârbi | Sârbi       |  | 21 | 100% |
| necunoscută | necunoscută |  | 0  | 0%   |